# Friedrich Weber (nhà côn trùng học)
Friedrich Weber (3 tháng 8 năm 1781 – 21 tháng 3 năm 1823) là một bác sĩ, nhà thực vật học và côn trùng học người Đức. Ông là học trò của Johan Christian Fabricius (1745–1808).
Ông viết sách Nomenclator entomologicus vào năm 1795 khi chỉ mới 14  tuổi, sau đó là sách Observationes entomologicae vào năm 1801. Hai sách này có vị thế là những công trình nghiên cứu đầu tiên miêu tả nhiều loài côn trùng mới mẻ và các động vật không xương sống khác như chi tôm hùm càng Homarus.

## Danh mục công trình nghiên cứu
Danh sách này không đầy đủ, bạn cũng có thể giúp mở rộng danh sách.
- 1795: Nomenclator entomologicus secundum entomologian systematicam ill. Fabricii, adjectis speciebus recens detectis et varietatibus. Chiloni et Hamburgi: C.E. Bohn viii 171 trang.
- 1801: Observationes entomologicae, continentes novorum quae condidit generum characteres, et nuper detectarum specierum descriptiones. Impensis Bibliopolii Academici Novi, Kiliae, 12 + 116 trang. [xerox: 112-116]
- 1804: Naturhistorische Reise durch einen Theil Schwedens. Göttingen (đồng tác giả với Daniel Matthias Heinrich Mohr).